# Пелистерско ехо
„Пелистерско ехо“ с подзаглавие Седмичник за обществени въпроси, култура и информация е български вестник, излизал от 1 януари 1942 до 28 март 1944 година в Битоля по време на Българското управление във Вардарска Македония.
| Годишнина | Броеве   | Дата                             |
| --------- | -------- | -------------------------------- |
| I         | 1 – 51   | 1 януари 1942 – 19 декември 1942 |
| II        | 52 – 96  | 2 януари 1943 – 28 декември 1943 |
| II        | 97 – 109 | 4 януари 1944 – 28 март 1944     |

Главен редактор на вестника е Георги Василев, а освен него в редакцията влизат областният директор Христо Гуцов, Благой Давков, Тодор Крайничанец, Никола Митев, Илия Ненчев, Петър Пайтонджиев, Любен Панчев, д-р Борис Светиев и Коста Църнушанов. Излиза в тираж от 1000 броя.
Вестникът се печата в печатница „Българска просвета“, чиято собственица Стефка Иванова, родена в Прилеп, през май 1946 година е осъдена с конфискация на имуществото. В мотивите към присъдата се посочва, че Стефка Иванова и покойният ѝ мъж Илия са печатали „Пелистерско ехо“ безплатно. Вестникът стои на правителствени позиции и се издава в тираж 1000 броя.

## Външни препкатки
- Крайничанецъ, Т. Читалищното дѣло въ Македония //  Пелистерско ехо I (6).   8 февруарий 1942.
- Михайловъ, П. Н. Грижи за напредъка на гр. Крушево //  Пелистерско ехо I (9).   28 февруарий 1942.